# Intermediair filament

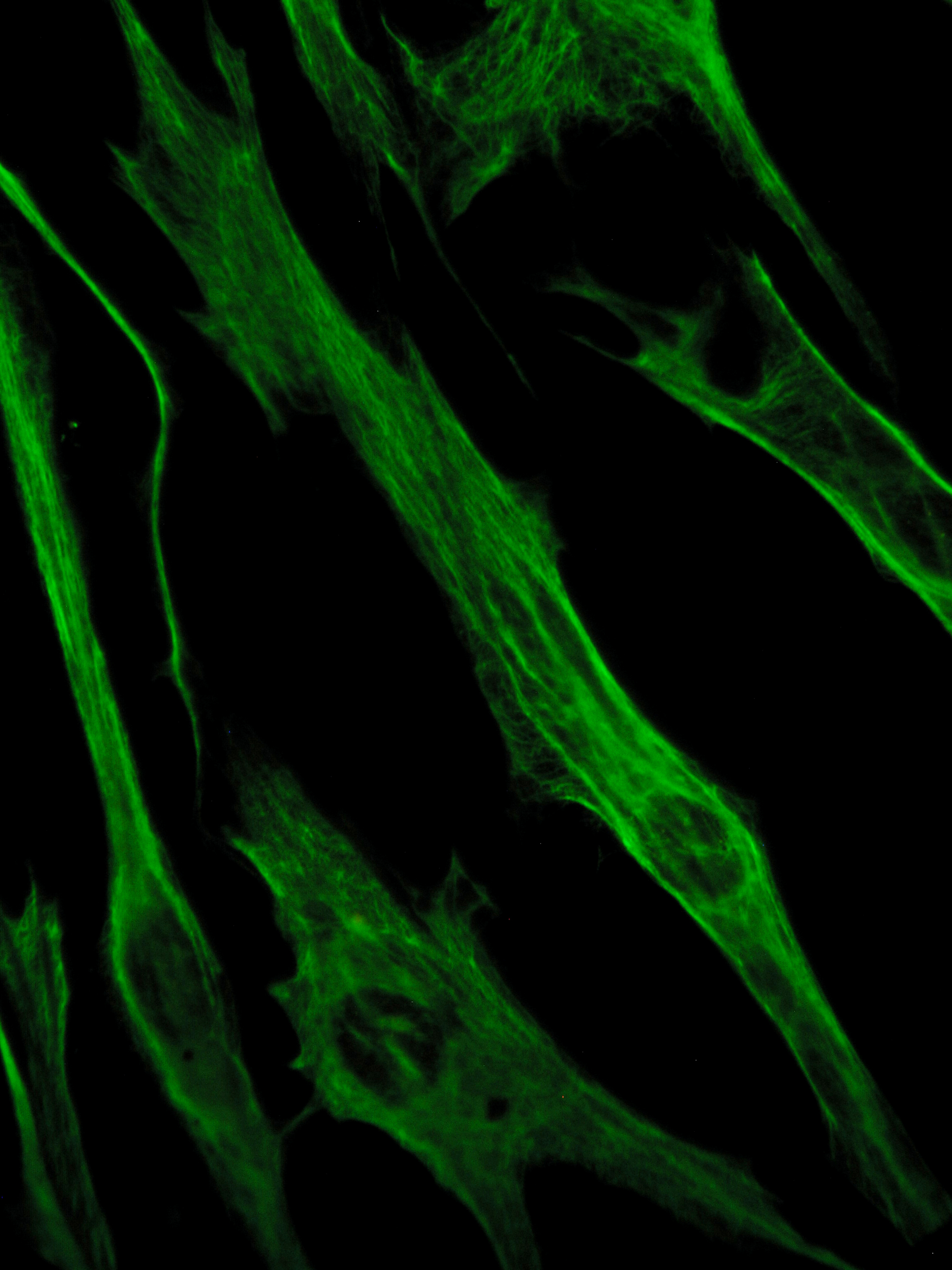
Vimentinvezels in fibroblasten

Een intermediair filament is een onderdeel van het cytoskelet van een dierlijke cel. Het is een dun eiwitdraadje dat de cel versterkt en in vorm houdt: het houdt de organellen op hun plek en stabiliseert de cel in verhouding met omgevende cellen. Verschillende cellen kunnen onderling, door middel van desmosomen, hun filamenten met elkaar verbinden, en zo een niet-doorlaatbaar weefsel vormen. Van alle elementen van het cytoskelet zijn de intermediaire filamenten het meest duurzaam.
Veel cellen bezitten gespecialiseerde filamenten met unieke functies. De keratinevezels in de bovenste lagen van de huid bijvoorbeeld, zijn intermediaire filamenten die deze lagen sterk en rekbaar maken. 

## Soorten
Er zijn momenteel zes soorten intermediair filamenten bekend, hoewel sommige nog niet zijn geclassificeerd. Er zijn maximaal negen typen denkbaar. Sommige zijn weefselspecifiek; laminen worden in alle cellen aangetroffen.
| Soort                 | Vertegenwoordiger                                                                     | Voorkomen                                                                     |
| --------------------- | ------------------------------------------------------------------------------------- | ----------------------------------------------------------------------------- |
| 1 (zure keratine)     | zure keratine                                                                         | Epitheel                                                                      |
| 2 (basische keratine) | basische keratine                                                                     | Epitheel                                                                      |
| 3 (Desmine)           | GFAP (zuur gliafilament, glial fibrillar acidic protein) Desmine Vimentine Periferine | Gliacellen, Astrocyten Spiercellen Cellen mesenchymherkomst Perifere neuronen |
| 4                     | α-Internexine                                                                         | Centraal zenuwstelsel tijdens de ontwikkeling                                 |
| 5 (Lamine)            | Lamine A Lamine B Lamine C                                                            | Celkern                                                                       |
| 6 (Neurofilament)     | NF-L β-Internexin NF-M NF-H Nestine                                                   | Neuron Neuroepithele stamcellen                                               |